# Pandanus alkemadei
Pandanus alkemadei är en enhjärtbladig växtart som beskrevs av Ugolino Martelli. Pandanus alkemadei ingår i släktet Pandanus och familjen Pandanaceae.
Artens utbredningsområde är Sumatera. Inga underarter finns listade.